# ジャスティン・トロジェク
ジャスティン・トロジェク（英語: Justin Trojek, 1988年5月19日 - ）は、カナダ出身の男性アイスダンス選手。パートナーはサラ・アーノルドなど。
2010-2011年シーズン、ISUグランプリシリーズに出場。

## 経歴
1988年カナダトロントのセントトーマス生まれ。1996年にスケートを始める。
1999年には Sonya VERMEER とカナダの全国選手権地域予選に出場、クラス昇級しつつ2002-03年シーズンまでカップルを組む。2004年にリサ・ジョンソンとのカップルで全国大会に初進出する。
2006年にはマリー＝ジョエル・フルニエとカップルを組む。国内大会で顕著な成績をあげる前にISUジュニアグランプリ1大会に出場するがカナダフィギュアスケート選手権ではジュニアクラス10位に止まりカップルを解散。2007-08年シーズンにもクリスタ・ウォルフェンデンとのカップルでISUジュニアグランプリ1大会に出場、カナダ選手権でもジュニアクラス9位に止まりカップルを解散する。
2009年にサラ・アーノルドとカップルを結成。カナダ選手権シニアクラスで10位となり、2010年スケートカナダに開催国推薦選手として出場した。

## 主な戦績
- 2009-10年シーズンからはサラ・アーノルドとのカップル
- 2007-08年シーズンはクリスタ・ウォルフェンデンとのカップル
- 2006-07年シーズンはマリー＝ジョエル・フルニエとのカップル

| 大会/年           | 2006-07 | 2007-08 | 2008-09 | 2009-10 | 2010-11 |
| ----------------- | ------- | ------- | ------- | ------- | ------- |
| カナダ選手権      | 10 J    | 9 J     |         | 10      | 6       |
| GP スケートカナダ |         |         |         |         | 7       |
| ネーベルホルン杯  |         |         |         |         | 8       |
| JGPタリン杯       |         | 9       |         |         |         |
| JGPハルギタ杯     | 13      |         |         |         |         |

- J - ジュニアクラス

### 詳細
| 2010-2011 シーズン    |                                                      |         |         |          |
| 開催日                | 大会名                                               | SD      | FD      | 結果     |
| 2011年1月20日 - 23日  | カナダフィギュアスケート選手権（ビクトリア）         | 7 47.13 | 6 78.59 | 6 125.72 |
| 2010年10月29日 - 31日 | ISUグランプリシリーズ スケートカナダ（キングストン） | 8 40.07 | 7 67.57 | 7 107.64 |
| 2010年9月23日 - 25日  | 2010年ネーベルホルン杯（オーベルストドルフ）         | 7 49.31 | 7 74.61 | 8 123.92 |

| 2009-2010 シーズン |                                            |          |          |          |           |
| 開催日             | 大会名                                     | CD       | OD       | FD       | 結果      |
| 2010年1月14日-16日 | カナダフィギュアスケート選手権（ロンドン） | 12 23.79 | 10 43.93 | 10 74.47 | 10 142.19 |

| 2007-2008 シーズン |                                          |         |         |          |          |
| 開催日             | 大会名                                   | CD      | OD      | FD       | 結果     |
| 2007年9月20日-23日 | ISUジュニアグランプリ タリン杯（タリン） | 7 25.16 | 7 39.76 | 10 58.25 | 9 123.17 |

| 2006-2007 シーズン |                                                          |          |          |          |           |
| 開催日             | 大会名                                                   | CD       | OD       | FD       | 結果      |
| 2006年9月21日-24日 | ISUジュニアグランプリ ハルギタ杯（ミエルクレア＝チュク） | 12 24.76 | 13 36.19 | 13 46.79 | 13 107.74 |